# Zielnik

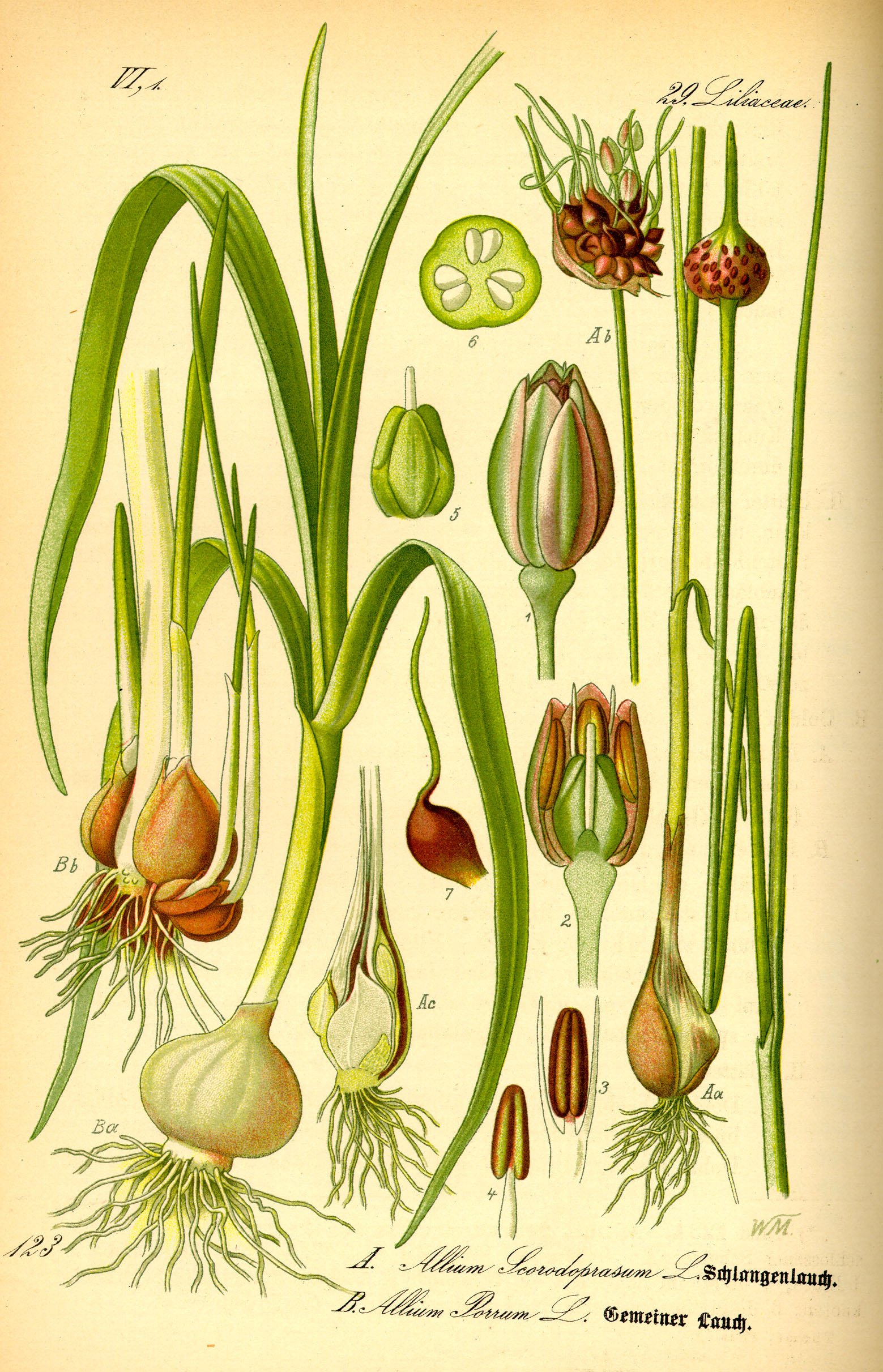
Przykładowy arkusz zielnika szkicowanego – czosnkowe

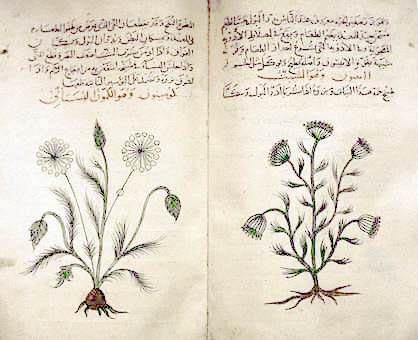
Strony z herbarza Dioskurydesa Materia Medica z XIV w. arabskiej kopii, opisujące właściwości lecznicze roślin

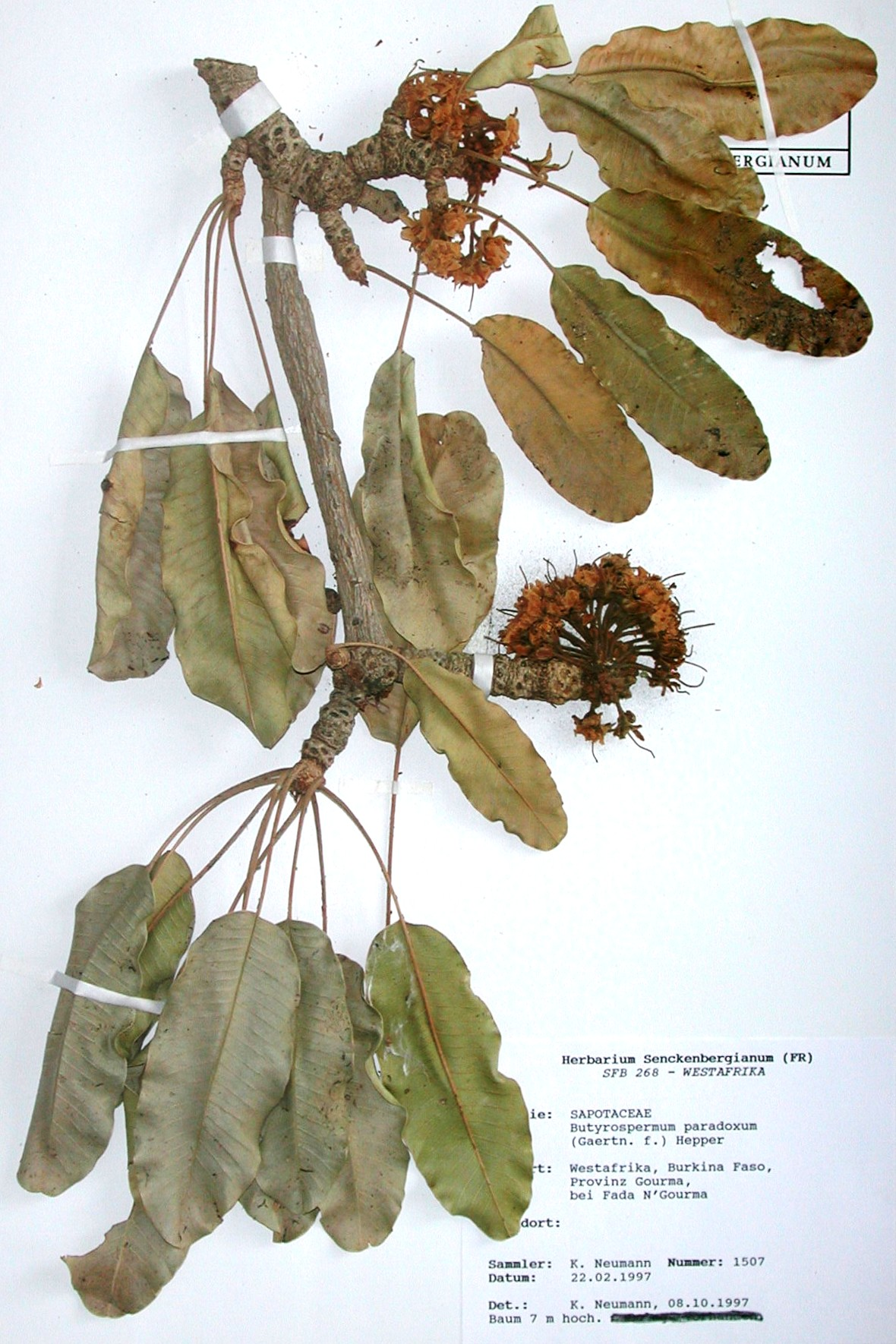
Arkusz z zielnika z okazem Vitellaria paradoxa

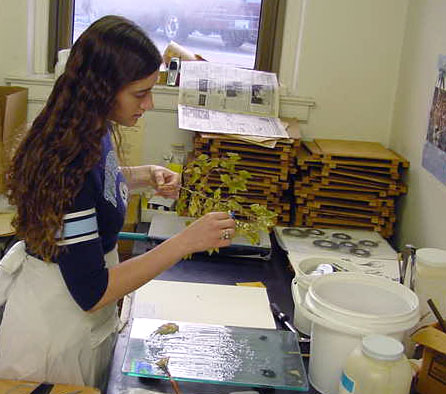
Preparowanie roślin zielnikowych

Zielnik, herbarium (łac. herba „zioło”) – zbiór, drukowana lub ręcznie wykonana kolekcja opisanych rycin lub zasuszonych roślin, utrzymana zwykle w formie zeszytowej.

## Przygotowanie karty zielnikowej
Zbierane do zielnika rośliny, zaraz po zbiorze rozkładane są między papierowymi kartkami chłonącymi wilgoć. Wysuszone rośliny zachowują kształty poszczególnych organów i zwykle także kolory. By możliwe było ich przechowywanie przez długi czas, wysuszone rośliny są zabezpieczane przed szkodnikami. Zbiory zielnikowe są w tym celu zwykle regularnie mrożone i/lub stosuje się środki owadobójcze (insektycydy).
Wysuszone rośliny naklejone lub przypięte są na poetykietowane i posegregowane arkusze papieru (o rozmiarach zwykle w granicach 29–33 × 41–46 cm). Poszczególne arkusze łączone bywają w teczki (fascykuły) według kryterium systematycznego lub miejsca zbioru (np. łączone w fascykuły bywają zwykle arkusze z okazami tego samego gatunku). Etykiety zawierają opis roślin – przynależność gatunkową, w tym nazwę naukową i pospolitą, zajmowane siedlisko, stanowisko i datę zebrania, ew. daty pylenia, siania, zbiorów i tym podobne informacje dotyczące roślin – w zależności od twórcy zielnika. Herbarium opisane jest nazwiskiem twórcy lub, w przypadku pracy zbiorowej, twórców. Na etykietach podaje się nazwisko znalazcy, autora oznaczenia rośliny i wykonawcy planszy.
Odpowiednikiem zielnika dla wielu grup glonów, których nie sposób przechować w formie zasuszonych okazów, są ikonoteki. Nie zawierają one jednak roślin, ale ryciny lub fotografie spod mikroskopów. Niektóre organy roślin (np. duże owoce), a dawniej także owocniki grzybów przechowuje się w alkoholu lub formalinowo-alkoholowych płynach konserwujących. W nowoczesnych herbariach przechowuje się także pyłki i nasiona roślin, próbki drewna, zamrożone próbki DNA.

## Znaczenie
Zielniki odegrały i odgrywają wciąż znaczną rolę w przeprowadzaniu badań taksonomicznych i florystycznych. W ostatnim okresie są ważnym źródłem DNA do molekularnych badań taksonomicznych. Są też podstawową formą gromadzenia dokumentacji naukowej w pracy botaników. Zbiór roślin do zielnika, ich oznaczanie i preparowanie jest też doskonałym sposobem nauki rozpoznawania roślin. Stare zielniki mają wielkie znaczenie badawcze ze względu na możliwość zdobycia za ich sprawą wiedzy np. o zmianie zasięgów roślin na przestrzeni wieków, o dawnym nazewnictwie roślin.
Okazy zielnikowe roślin mogą dostarczyć prawie tyle samo danych anatomicznych i morfologicznych co okazy żywe, często mogą być także wykorzystane do analiz chemicznych.

## Historia
Sztuka tworzenia zielników zaczęła rozpowszechniać się w Europie w XVI w., a zapoczątkował ją włoski fizyk i botanik Luca Ghini z Bolonii (jako pierwszy opublikował zielnik w 1544) oraz jego uczniowie Andrea Cesalpino i Ulisses Aldrovandi. Forma ta szybko znalazła uznanie wśród naukowców. Zielniki zwano początkowo suchymi ogrodami (hortus siccus) lub żywymi zielnikami (herbarium vivum), rzadziej ogrodami zimowymi (horti hiemales). Nazywano je także „ogrodami zdrowia”, ponieważ traktowały często o medycznych właściwościach ziół. Do końca XVIII w. termin herbarium (wprowadzony przez Tourneforta w 1694 r.) zarezerwowany był dla określania drukowanych i ilustrowanych dzieł o roślinach.
Do najstarszych zachowanych zielników należą: herbarium ucznia L. Ghaniego – Gerarda Cibo (1532, Rzym), J. Giraulta (1558, Paryż), U. Aldrovandiego (połowa XVI w., Bolonia), K. Ratzenbergera (1554-1559, Kassel), A. Cesalpiny (1563, Florencja). W ciągu XVII i XVIII w. sztuka sporządzania zielników rozprzestrzeniła się w Europie, a zachowane z tego okresu herbaria nie należą do rzadkości. Pierwsze drukowane i ilustrowane zielniki do Polski trafiły bardzo szybko. Były tu także wykonywane, czego przykładami są znane zielniki Falimirza z 1534 roku, Hieronima Spiczyńskiego z 1542 r. oraz największy wówczas w Europie, liczący ponad 1500 arkuszy, zielnik Szymona Syreńskiego z roku 1613.
Pierwsze odnotowane zbiory zielnikowe roślin suszonych na naszych ziemiach były autorstwa Anny Wazówny, córki Jana III Wazy i siostry Zygmunta III. Zielnik ten, przechowywany w zbiorach Radziwiłłów w Nieświeżu, spłonął prawdopodobnie w czasie II wojny światowej. W XVIII w. bogate zbiory zielnikowe gromadził Marcin Berahardi de Beraitz, nadworny chirurg Jana Kazimierza. W pierwszej połowie XVIII w. wielką kolekcję roślin na ziemiach polskich zebrał Georg Andreas Helwing, a w drugiej połowie XVIII w. miłośniczka botaniki – Anna z Sapiehów Jabłonowska.
W pierwszych wiekach historii zielników na naszych ziemiach tworzeniem zielników zajmowali się głównie lekarze i szlachcianki. Kolejny etap rozwoju i znaczenia sztuki tworzenia zielników wiąże się z powstaniem pod koniec XVIII w. nowoczesnych katedr historii naturalnej w ośrodkach uniwersyteckich. Od tego okresu datować można powstawanie naukowych zbiorów zielnikowych.
Obecnie zielniki są standardowym składnikiem instytucji naukowo-badawczych zajmujących się botaniką. Funkcjonują przy szkołach wyższych, instytutach badawczo-rozwojowych, ogrodach botanicznych, muzeach przyrodniczych.

## Zielniki w Polsce i na świecie
Obecnie do największych zbiorów w Polsce zalicza się ponad półmilionowe kolekcje, które prowadzą Krakowski Zielnik Instytutu Botaniki PAN i Zielnik Muzeum Przyrodniczego Uniwersytetu Wrocławskiego. Ponad 300 tys. arkuszy znajduje się także w zielnikach uniwersytetów w Krakowie, Łodzi, Lublinie i Warszawie. Zasoby polskich herbariów prezentują się skromnie na tle największych herbariów świata.
1. Narodowe Muzeum Historii Naturalnej w Paryżu – 8,9 mln okazów zielnikowych,
2. Kew Gardens w Londynie – 7 mln,
3. Ogród Botaniczny w Nowym Jorku – 7 mln,
4. Instytut Botaniczny Komarowa w Petersburgu – 6 mln,
5. Ogród Botaniczny w Genewie – 5,5 mln,
6. Narodowe Herbarium Holenderskie – 5,5 mln,

W świecie zarejestrowanych jest w sumie 4 tysiące herbariów w 165 krajach, przechowujących ok. 300 milionów okazów zielnikowych.